# 지구레코드
지구레코드(Jigu Record)는 대한민국의 음반제작 회사(레이블)로, 본사는 서울특별시 은평구 증산로 261 (증산동 177-1) 지구빌딩에 있다. 가요 및 국악을 다룬다.
평안남도 용강군 출신의 실향민 임정수가 6.25 전쟁으로 피난한 곳인 부산에서 1954년 10월에 "미도파음반"이라는 음반사를 창립한 것이 시초다. 임정수 회장은 연희전문학교를 졸업하고 음반제작업계에 뛰어들었으며, 1963년에 서울로 올라온 후 창립 10주년인 1964년 5월에 지구레코드로 사명을 변경했다. 1969년에는 현재의 삼송지구 북쪽의 통일로 나들목 근처인 경기도 고양시 덕양구 통일로414번길 15(대자동 233-1)에 본사와 음반 제작 공장을 세웠으며, 시내버스 정류장명도 "지구레코드"로 명명되어 대자동 공장이 폐쇄된 후에도 한동안 정류장명을 유지했을 정도였다.
2005년에 서울특별시 은평구 증산동으로 본사를 이전했다. 같은 해에 대자동 공장을 폐쇄했다.
2006년 2월 26일에 임정수 회장이 별세했다. 임정수 회장의 사후에는 아들인 임재우가 회사를 이어받아 운영 중이다.
이미자, 이승철, 조용필 등 많은 가수들의 음반을 제작했으며, 몇몇 외국 음반사들로부터 판권을 얻어 쿠스코같은 해외 아티스트들의 음반도 유통했다.